# Jonas Carney
Pour les articles homonymes, voir Carney.
Jonas Carney, né le 3 février 1971 à Détroit, est un coureur cycliste américain. Après sa carrière, il officie en tant que directeur sportif au sein de l'équipe continentale Rally, dès sa création.

## Palmarès sur route
- 1988
  -  Champion des États-Unis sur route juniors
- 1989
  -  Champion des États-Unis sur route juniors
- 1990
  - Gastown Grand Prix
- 1992
  - 8e étape du Miller Superweek
  - Tour de Somerville
  - 11e étape de la Commonwealth Bank Classic
  - 3e du Miller Superweek
- 1993
  - 2e et 14e étapes de la Fresca Classic
  - 2e de la Fresca Classic
- 1994
  - 11e étape de la Fresca Classic
  - Tour de Somerville
  - Tour du Michigan :
    - Classement général
    - 1re étape

  - 3e étape du Tour de la Willamette
- 1996
  - 2e du championnat des États-Unis du critérium
- 1997
  -  Champion des États-Unis du critérium
  - Carolina Cup
- 1998
  - Tour de Somerville
  - Tour de Nutley
  - 2e du championnat des États-Unis du critérium
- 1999
  - Houston Tour
  - 3e de la Clarendon Cup
  - 3e du Manhattan Beach Grand Prix
- 2000
  - Tour de Somerville
  - 2e de la Clarendon Cup
- 2001
  - 1re, 4e et 6e étapes de l'International Cycling Classic
  - Kelly Cup
  - 2e étape de la Mutual of Enumclaw Stage Race
  - Winter Games Criterium
  - North End Classic
  - Race of the 4th of July
  - 3e étape de la Solano Bicycle Classic
  - Manhattan Beach Grand Prix
- 2002
  - Tour de Somerville
  - 3e étape de la Valley of the Sun Stage Race
  - 3e étape de la Solano Bicycle Classic
  - 3e de l'Athens Twilight Criterium
- 2003
  - Chris Thater Memorial
  - Historic Roswell Criterium
  - Cat's Hill Classic
  - Tour de Somerville
  - Clarendon Cup
  - Arlington Classic
  - 1re et 15e étapes de l'International Cycling Classic
  - Manhattan Beach Grand Prix
  - 2e du Tour de Nez
  - 3e de l'Athens Twilight Criterium
- 2004
  -  Champion des États-Unis du critérium
  - Gastown Grand Prix
  - 16e étape de l'International Cycling Classic
  - Cyclefest :
    - Classement général
    - 1re et 2e étapes

  - 2e du Tour de Somerville
  - 2e du Manhattan Beach Grand Prix

## Palmarès sur piste

### Championnats des États-Unis
- 1999
  -  Champion des États-Unis du kilomètre
- 2000
  -  Champion des États-Unis du kilomètre
- 2001
  -  Champion des États-Unis de poursuite par équipes (avec James Carney, Colby Pearce et Ryan Miller)
- 2003
  -  Champion des États-Unis de la course aux points
  - 2e de l'américaine
- 2004
  - 2e de l'américaine
  - 3e de la course aux points